# Пертиније Цариградски
Епископ Пертиније Цариградски, познат и као Партинакс Цариградски  (грч. Επισκοπος Περτιναξ † 187) - је био епископ византијски од 169. и до своје смрти 187. године.
Подаци о његовом животу углавном се чувају у списа Доротеја из Тира, према коме је Пертиније првобитно био високи римски царски званичник у Тракији. Једном, озбиљно болестан, чуо је гласине о чудесним исцељењима која су се дешавала међу присталицама нове религије - хришћанства, у вези с чим се обратио за савет византијском епископу Алипију, који је у то време живео у Елаји. Након тога, излечивши и приписујући исцељење резултатима деловања Алипијевих молитава, напустио је националну религију, усвојивши хришћанство. Убрзо након тога, епископ Алипије га је рукоположио за свештеника, а након његове смрти изабран је на његово место за епископа Византије.
О свом трошку Пертиније је саградио трећу епископску кућу и цркву у региону Сикеон (модерна Галата) на обали, на месту које је назвао „Мир“ (грч. Ειρηνη), око којег су хришћани почели да се насељавају, стварајући тако мали град.
У листама цариградских патријарха указују на 17 до 19 година Пертинијевог епиоскопства, али не може се искључити да овај период укључује и године његовог свештенства. 